# 武装原型
《武装原型》（中国大陆又译作）是一款由Free Lives开发的横向卷轴射击游戏。游戏开发于2012年4月，最初为Game Jam的参赛作品，在开发商和民众的支持下得到了延续。游戏的早期版本于2014年4月登陆Microsoft Windows和OS X平台，并在2015年10月15日发布正式版。PlayStation 4的版本則在2016年3月1日發行。

## 游戏玩法

一场迷你boss战，展示了游戏中的可破坏环境。

游戏中玩家将扮演一名动作英雄，与恐怖分子作战并营救自己的队友。玩家击杀关底boss，搭乘直升机后即可获得胜利。游戏中的角色都取材于各个动作英雄：《第一滴血》系列中的兰博、《虎胆龙威》系列中的约翰·麦克莱恩、《异形》系列中的艾伦·蕾普莉等。游戏中的地形环境可以被玩家破坏。